# Artemis Alexiadou

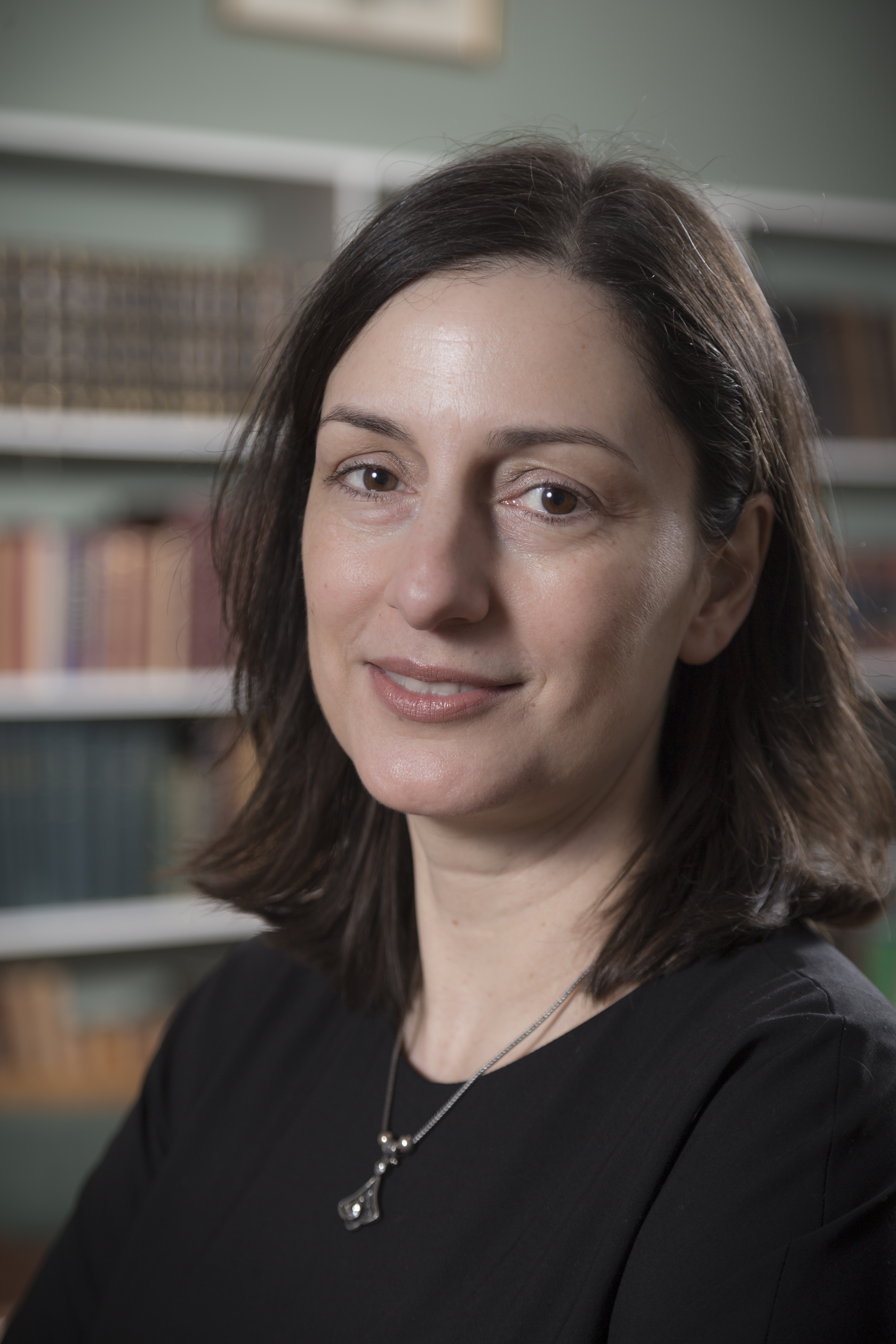
Artemis Alexiadou (2016)

Artemis Alexiadou (griechisch Άρτεμις Αλεξιάδου; * 13. Februar 1969 in Volos) ist eine griechische Sprachwissenschaftlerin, die in Deutschland tätig ist.

## Werdegang
Alexiadou begann ihr Studium der Linguistik im Alter von 17 Jahren an der Universität Athen. Nach dem dortigen Studienabschluss 1990 setzte Alexiadou ihre Ausbildung zunächst an der Universität Reading und dann dem Zentrum für Allgemeine Sprachwissenschaft in Berlin fort. 1994 hat Alexiadou an der Universität Potsdam promoviert und 1999 an gleicher Stelle habilitiert. Nach Abschluss der Habilitation hat Alexiadou als Heisenberg-Stipendiatin am MIT, der Princeton University und der University of Pennsylvania geforscht und war als Gastprofessorin in Tübingen und Potsdam tätig. Von 2002 bis 2015 war Alexiadou als Professorin für theoretische und englische Linguistik Leiterin des Instituts für Linguistik: Anglistik an der Universität Stuttgart und auch des dortigen Sonderforschungsbereichs 732. Von 2015 bis Ende September 2022 war Alexiadou Professorin für Englische Linguistik an der Humboldt-Universität zu Berlin und stellvertretende Direktorin des Leibniz-Zentrums Allgemeine Sprachwissenschaft. Seit 1. Oktober 2022 ist Alexiadou die Direktorin des Leibniz-Zentrums Allgemeine Sprachwissenschaft. Die Leitungsposition ist mit der Berufung auf eine S-Professur für Allgemeine Sprachwissenschaft an der Humboldt-Universität zu Berlin verbunden.
Alexiadou ist eine wichtige Vertreterin der generativen Sprachwissenschaft in Europa und war von 2005 bis 2009 Präsidentin des Verbandes „Generative Linguistics in the Old World“. Sie hat zu einer Vielzahl von Themen in der Syntax wichtige Ergebnisse erzielt. Insbesondere ist Alexiadou Expertin für die syntaktische Struktur von Nominalphrasen.
Für 2014 wurde ihr ein Gottfried-Wilhelm-Leibniz-Preis zugesprochen. Ebenfalls 2014 wurde sie in die Leopoldina gewählt. 2016 hat die Technisch-Naturwissenschaftliche Universität Norwegens Alexiadou einen Ehrendoktor verliehen. 2019 hat sie als ein Principal Investigator das Synergy Grant LeibnizDream des European Research Council erhalten. 2020 wurde sie in die Sektion Linguistic Studies der Academia Europaea aufgenommen, 2022 in die Berlin-Brandenburgische Akademie der Wissenschaften. Für 2023 wurde Alexiadou der Berliner Wissenschaftspreis zugesprochen.

## Werke (Auswahl)
- Adverb placement: a case study in antisymmetric syntax. Amsterdam, 1997: John Benjamins. ISBN 978-1-55619-902-8
- mit T. Alan Hall (Hrsg.): Studies in Universal Grammar and Typological Variation. Amsterdam, 1997: John Benjamins. ISBN 978-1-55619-232-6
- mit Chris Wilder (Hrsg.): Possessors, Predicates and Movement in the DP. Amsterdam, 1998: John Benjamins. ISBN 978-90-272-2743-0
- mit Geoffrey Horrocks & Melita Stavrou (Hrsg.): Studies in Greek Syntax. Natural Language and Linguistic Theory Series. Dordrecht, 1999: Kluwer Academic Publishers.
- mit Paul Law, André Meinunger & Chris Wilder (Hrsg.): The Syntax of Relative Clauses. Amsterdam, 2000: John Benjamins. ISBN 978-1-55619-916-5
- Functional Structure in Nominals: Nominalization, and Ergativity. Amsterdam, 2001: John Benjamins. ISBN 978-1-58811-055-8
- mit Elena Anagnostopoulou, Sjef Barbiers & Hans-Martin Gärtner (Hrsg.): Dimensions of Movement: from Features to Remnants. Amsterdam, 2002: John Benjamins. ISBN 978-1-58811-185-2
- (Hrsg.): Theoretical Approaches to Universals. Amsterdam, 2002: John Benjamins. ISBN 978-1-58811-191-3
- mit Monika Rathert & Arnim von Stechow (Hrsg.): Perfect Explorations. Berlin, 2003: Mouton de Gruyter. ISBN 978-3-11-017229-4
- mit Elena Anagnostopoulou & Martin Everaert (Hrsg.): The Unaccusativity Puzzle. Oxford, 2004: Oxford University Press. ISBN 978-0-19-925765-2
- (Hrsg.): Studies in the Morpho-syntax of Greek. Cambridge, 2007: Cambridge Scholars Publishing. ISBN 978-1-84718-384-2
- mit Liliane Haegeman & Melita Stavrou: Noun Phrase in the Generative Perspective. Berlin, 2007: Mouton de Gruyter. ISBN 978-3-11-017685-8
- mit Jorge Hankamer, Justin Nugger, Thomas McFadden & Florian Schäfer: Advances in Comparative Germanic Syntax. Amsterdam 2009: John Benjamins. ISBN 978-90-272-5524-2
- mit Monika Rathert (Hrsg.): The Syntax of Nominalizations across Languages and Frameworks. Berlin, 2010: Mouton de Gruyter. ISBN 978-3-11-022653-9
- mit Monika Rathert (Hrsg.): The Semantics of Nominalizations across Languages and Frameworks. Berlin, 2010: Mouton de Gruyter. ISBN 978-3-11-173977-9
- mit Tibor Kiss & Gereon Müller (Hrsg.): Local Modelling of Non-Local Dependencies in Syntax. Berlin, 2012: Mouton de Gruyter. ISBN 978-3-11-029471-2
- mit Florian Schäfer (Hrsg.): Non-Canonical Passives. Amsterdam, 2013: John Benjamins. ISBN 978-90-272-5588-4
- mit Hagit Borer & Florian Schäfer (Hrsg.): The Syntax of Roots and the Roots of Syntax. Oxford, 2014: Oxford University Press. ISBN 978-0-19-966526-6
- Multiple Determiners and the Structure of DPs. Amsterdam, 2014: John Benjamins. ISBN 978-90-272-5594-5
- mit Tibor Kiss (Hrsg.): Syntax - Theory and Analysis. 3 Bände. Berlin, 2015: Mouton de Gruyter. Band 1 ISBN 978-3-11-037741-5, Band 2 ISBN 978-3-11-035866-7, Band 3 ISBN 978-3-11-036369-2
- mit Elena Anagnostopoulou & Florian Schäfer: External Arguments in Transitivity Alternations. Oxford, 2015: Oxford University Press. ISBN 978-0-19-957194-9